# Kabelsketal
Kabelsketal település Németországban, azon belül Szász-Anhalt tartományban. Lakosainak száma 9020 fő (2023. december 31.). Kabelsketal Schkeuditz és Landsberg községekkel határos.

## Népesség
A település népességének változása:
| Lakosok száma | 8833 | 8828 | 8937 | 8981 | 9020 |
|               | 2017 | 2019 | 2021 | 2022 | 2023 |